# Höhenland
Höhenland est une commune allemande de l'arrondissement de Märkisch-Pays de l'Oder, Land de Brandebourg.

## Géographie
Höhenland se situe à l'ouest du plateau de Barnim.
La commune comprend les quartiers de Leuenberg, Steinbeck et Wölsickendorf-Wollenberg.
| Heckelberg-Brunow | Falkenberg |         |
| Werneuchen        | Höhenland  | Wriezen |
|                   | Prötzel    |         |

Höhenland se trouve sur la Bundesstraße 158.

## Histoire
Leuenberg est fondé au XIIIe siècle par le chevalier de Löwenberg. Stenbeke est mentionné pour la première fois en 1375 comme Wölsickendorf.
Wölsickendorf et Wollenberg fusionnent en 1961.
Leuenberg et Steinbeck forment la commune de Höhenland en mai 2002 que Wölsickendorf-Wollenberg rejoint le 26 octobre 2003.

## Personnalités liées à la commune
- Katja Paryla (1940–2013), actrice